# That Girl (McFly)
That Girl è un singolo del gruppo musicale britannico McFly, pubblicato nel 2004 ed estratto dal loro primo album in studio Room on the 3rd Floor.

## Tracce
- CD 1 (UK)

1. That Girl - 3:17
2. She Loves You - 2:14

- CD 2 (UK)

1. That Girl - 3:17
2. Obviously (Live) - 3:40
3. She Loves You (Live) - 2:30
4. That Girl (Live) - 3:25
5. That Girl (Video) - 3:24
6. Spider-Man 2 Premiere Footage (Part 1) - 2:00

## Classifiche
| Classifica (2004) | Posizione raggiunta |
| ----------------- | ------------------- |
| Regno Unito       | 3                   |